# Pazüelfernerspitze
De Pazüelfernerspitze (of Pazielfernerspitze) is een 2712 meter hoge bergtop in de Lechtaler Alpen in het Oostenrijkse Vorarlberg.
De berg behoort tot de Vallugagroep en noordkam en ligt ten westen van de Valluga (2809 meter), ten noordwesten van de Ulmer Hütte. Net ten oosten van de Pazüelfernerspitze, van elkaar gescheiden door de Trittscharte, ligt de Trittkopf (2720 meter). De bergtop is vernoemd naar de gletsjer Pazüelferner, gelegen op de noordwestelijke flanken van de bergtop. Deze gletsjer is inmiddels als gevolg van de opwarming van de aarde gesmolten tot een klein sneeuwveld.